# Хроніка Великого князівства Литовського, Руського і Жемайтського
Хроніка Великого князівства Литовського і Жемайтського — ранньомодерна литовська хроніка. Створена в 1520-х роках в середовищі віленських аристократів. Викладає історію князівства від міфічного князя Палемона до Гедиміна. В основі хроніки легенда про походження литовських князів від «римської шляхти» (патриціїв). Наводяться усні перекази про історичні події: битви з татарами, походи Гедиміна на Південну Русь, Іпатіївський літопис та інші. Звеличує героїчне минуле Литви і принижує Русь. Для обґрунтування переваги литви над руссю, підкреслюється старовиність і благородство походження перших, їх видатна роль в житті Великого князівства Литовського. Збереглася в трьох редакціях: короткій (рукопис Красинського), розлогій (Ольшевський, Археологічного товариства, Патріарший, Рум'янцевский рукописи) і повній (Познанський, Євреїновський рукописи). Хроніка послужила джерелом для «Хроніки Биховця», «Хроніки польської, литовської, жемайтської і всієї Русі» Мацея Стрийковського і компіляції Теодора Нарбута «Історія литовського народу».

## Назва
- Літопис Великого князівство Литовського і Жомоїтського (ст.-укр. ЛЂтописець Великого князьства Литовъского и Жомоицьского) — назва за рукописом Красинського.
- Хроніка Великого князівства Литовського, Руського і Жемайтського (біл. Хронікі Вялікага княства Літоўскага, Рускага і Жамойцкага)
- Хроніка Великого князівства Литовського і Жемайтського (біл. Хроніка Вялікага княства Літоўскага і Жамойцкага)
- Хроніка ВКЛ — коротка назва.

## Редакції
- Коротка (рукопис Красинського[1]; аркуші 64 — 72 зв. у втраченому збірнику Красинського)
- Розлога (Ольшевський[2], Археологічного товариства[3], Патріарший, Рум'янцевский рукописи[4])
- Повна (Познанський[5], Євреїновський рукописи[6]).

## Видання
- Полное собрание русских летописей (ПСРЛ), Т.35. Летописи белорусско-литовские. Москва, 1980.
- Летапісы і хронікі Вялікага Княства Літоўскага (XV—XVII ст.): Социально-значимая литература (Помнікі даўняга пісьменства Беларусі). / Нацыянальная акадэмія навук Беларусі ; рэдкал. В. А. Чамярыцкі. Мінск: Беларуская навука, 2015.

### Монографії
- Ахрыменка, П. П., Ларчанка М. Р. Старажытная беларуская літаратура. Мінск, 1968.
- Дабрынін, М. К. Беларуская літаратура. Старажытны перыяд. Мінск, 1952.
- Помнікі старажытнай беларускай пісьменнасці. Мінск, 1975.
- Улащик, Н. Н. Очерки по археографии и источниковедению истории и Белоруссии феодального периода. [Архівовано 29 травня 2020 у Wayback Machine.] Москва, 1973.

### Довідники
- Чамярыцкі В. Хроніка Вялікага княства Літоўскага і Жамойцкага // Вялікае княства Літоўскае: энцыклапедыя: у 2 т. Мінск: Беларуская энцыклапедыя, 2006. Т. 2, С. 720.